# Пижанка (приток Ошлы)
Пижа́нка — река в России, протекает в Республике Марий Эл и Кировской области. Устье реки находится в 43 км от устья Ошлы по правому берегу. Длина реки составляет 21 км, площадь водосборного бассейна — 111 км².
Исток реки находится в Яранском районе Кировской области близ границы с Марий Эл в 18 км к северо-западу от посёлка Оршанка. Генеральное направление течения — юго-восток. По Кировской области течёт только первые несколько сот метров, вскоре после истока перетекает в Оршанский район Марий Эл, где протекает деревни Зайцево, Табашино, Старая Пижанка, Воробьи, Клюкино. На реке несколько небольших запруд. Притоки — Машеранка и Чема (левые). Впадает в Ошлу у деревни Малая Каракша тремя километрами севернее райцентра, посёлка Оршанка.

## Данные водного реестра
По данным государственного водного реестра России относится к Верхневолжскому бассейновому округу, водохозяйственный участок реки — Волга от Чебоксарского гидроузла до города Казань, без рек Свияга и Цивиль, речной подбассейн реки — Волга от впадения Оки до Куйбышевского водохранилища (без бассейна Суры). Речной бассейн реки — (Верхняя) Волга до Куйбышевского водохранилища (без бассейна Оки).
Код объекта в государственном водном реестре — 08010400712112100001111.